# Korolówka (rejon kołomyjski)
Korolówka (ukr. Королівка, Koroliwka) – wieś na Ukrainie w obwodzie iwanofrankiwskim, w rejonie kołomyjskim, centrum silskiej rady.

## Geografia
Miejscowość oddalona o 6 km od Kołomyi leży przy ważnych szlakach komunikacyjnych, m.in. przy drodze krajowej N 10 (Автошлях Н 10) oraz linii kolejowej Lwów-Czerniowce. Przez wieś przepływają dwie rzeczki: Kosacziwka (Косачівка) і Radylika (Радиліка), będące dopływami Prutu.

## Historia
Pierwsza wzmianka o osadzie w miejscu współczesnej Korolówki pochodzi z 13 marca 1453 r., kiedy to pojawia się nazwa Korolowszczyzna (Koroliwszczyzna). Jednak wkrótce miejscowość przestała istnieć. Według Słownika geograficznego Królestwa Polskiego w 1551 r. wojewoda ruski i starosta halicki Mikołaj Sieniawski założył tu wieś Kroliewskie Pole (Królewskie Pole, Koroliwśkie Polie). Między rokiem 1570 a 1752 nazwa wsi zmieniła się po raz trzeci: na Korolówka (Koroliwka). Wszystkie wymienione toponimy nawiązują do położenia miejscowości na terenie królewszczyzny – starostwa kołomyjskiego w ziemi halickiej województwa ruskiego.
Po I rozbiorze Rzeczypospolitej Korolówka znalazła się w zaborze austriackim. Od 1772 do 1854 r. stanowiła część gminy Korolówka w dominium Kołomyja w obrębie cyrkułu stanisławowskiego. Po wprowadzeniu nowego podziału administracyjnego weszła w skład powiatu kołomyjskiego, w którego ramach funkcjonowała także w okresie II Rzeczypospolitej (gmina Kołomyja). W latach 1890–1925 działał Browar Parowy „Korolówka”.
W 1944 nacjonaliści ukraińscy z OUN-UPA zamordowali tutaj 17 Polaków.

### Przemiany demograficzne
- 1565: 37 kmieci na 32 dworzyszczach
- 1831: 378 grekokatolików
- 1880: 382 grekokatolików i rzymskich katolików oraz 45 żydów
- 1900: 412 grekokatolików, 124 rzymskich katolików, 26 żydów, 1 osoba innego wyznania; według języków: 412 Rusinów (Ukraińcy), 124 Polaków, 27 Niemców
- 1921: 412 grekokatolików, 269 rzymskich katolików, 32 żydów; według języków: 406 Rusinów (Ukraińcy), 305 Polaków, 2 Żydów
- 1931: 815 mieszkańców